# Cheongsong-eup
Cheongsong-eup (koreanska: 청송읍)  är en köping i kommunen Cheongsong-gun i provinsen Norra Gyeongsang i den östra delen av Sydkorea, 230 km sydost om huvudstaden Seoul. Det är den administrativa huvudorten i kommunen.